# Syntactus varius
Syntactus varius är en stekelart som först beskrevs av Holmgren 1858.  Syntactus varius ingår i släktet Syntactus och familjen brokparasitsteklar. Arten är reproducerande i Sverige. Inga underarter finns listade i Catalogue of Life.

## Bildgalleri

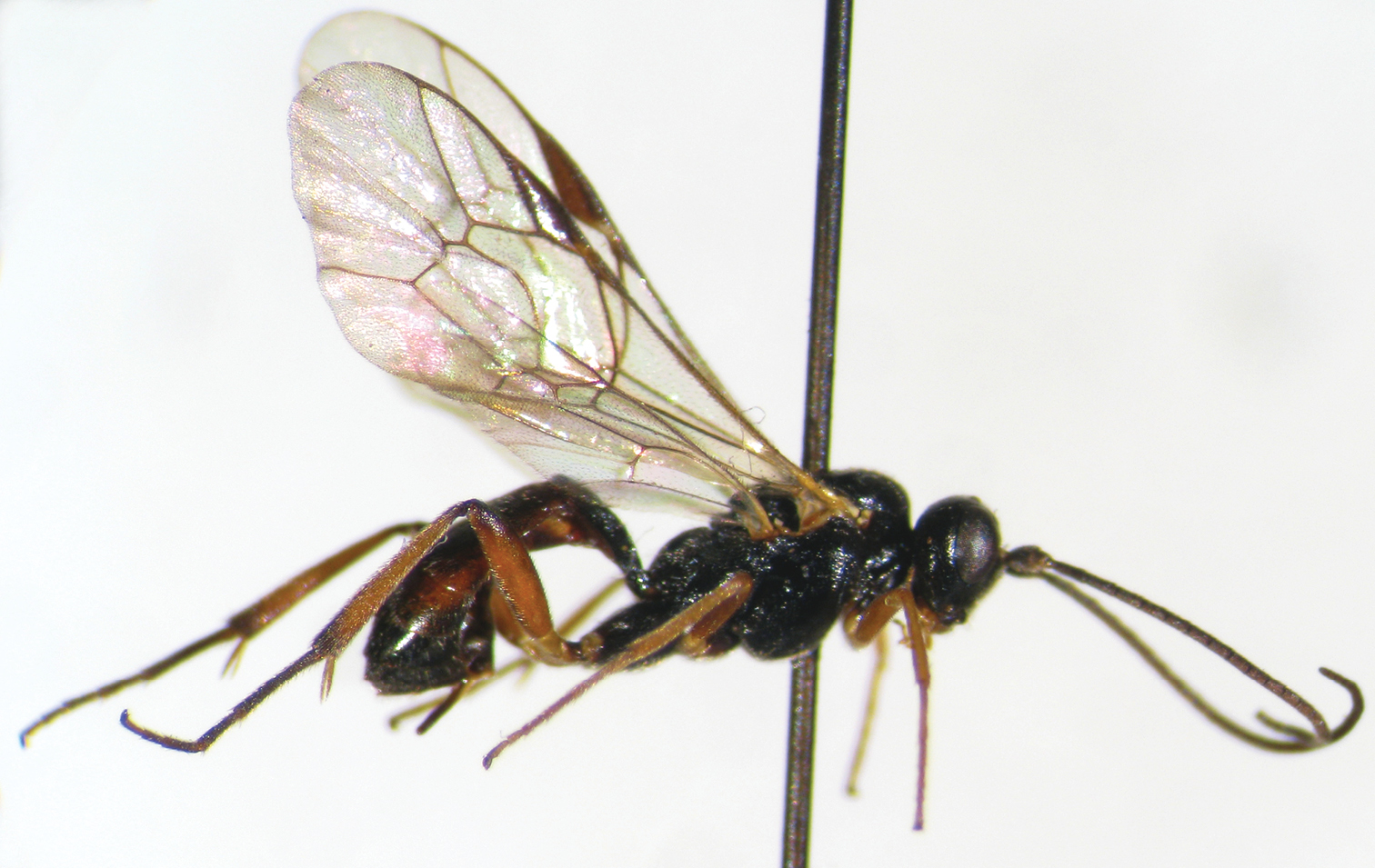